# 台湾黄猄草
台湾黄猄草（学名：Strobilanthes fauriei）是爵床科紫云菜属的植物，是台灣的特有植物。分布在台灣本島，生长于海拔900米的地区，目前尚未由人工引种栽培。